# О мире (Демосфен)
«О мире» — речь древнегреческого оратора Демосфена, сохранившаяся в составе «демосфеновского корпуса» под номером V. Была произнесена в афинском Народном собрании в 346 году до н. э. 

## Контекст и содержание
Вскоре после заключения Филократова мира царь Македонии Филипп II внезапно вторгся в Центральную Грецию, где в это время шла Третья Священная война. Он получил от Совета амфиктионов полномочия, чтобы наказать фокидян за святотатство, и занял Фокиду, причём Афины потеряли почётное право первыми вопрошать оракула в Дельфах. Афиняне были потрясены этими известиями; многие считали, что теперь Филипп вторгнется в Аттику, и звучали предложения скорее вооружиться и нанести превентивный удар.
Демосфен всегда был сторонником активного сдерживания македонской экспансии и понимал, насколько опасен Филипп. Однако в этой ситуации он видел, что Афины не готовы к войне. Поэтому он произнёс речь, в которой призывал сограждан сохранять спокойствие и ждать более подходящего момента для удара. Оратор понимал своё затруднительное положение как сторонника войны, вынужденного призывать к миру, и посвятил существенную часть речи необходимым объяснениям.

## Оценки
Некоторые античные авторы считали, что речь написал не Демосфен, а кто-то другой. По мнению Либания, этот оратор написал речь, но не произнёс её. Современные исследователи уверены, что эти предположения безосновательны. Антиковед А. Галинос констатирует, что Демосфен должен был испытывать душевную боль, выступая фактически в поддержку своего старого врага Филиппа.